# Widertonmoose
Die Widertonmoose (Polytrichum) sind eine Gattung von Moosen.
Der deutsche Name Widerton leitet sich von „Wider-das-antun“ her, da verschiedene Arten gegen böse Zauber genutzt wurden.

## Merkmale
Es handelt sich um relativ kräftige Moose, die lockere, hohe Rasen bilden. Wegen ihrer Größe gehören einige Arten der Gattung zu denen, die auch Laien besonders auffallen. Sie gehören auch in japanischen Moosgärten zu den dominierenden Arten.
Charakteristisch ist der Bau der Blätter. Der Blattgrund ist breit scheidig und besteht nur aus einer dünnen Zellschicht. Im vorderen Teil des Blattes füllt die Blattrippe fast die gesamte Blattspreite aus. Auf der Oberseite der Blattrippe stehen Lamellen.
Eine Besonderheit unter diesen Moosen ist, dass die Stämmchen zwei Arten von Leitgewebe besitzen, eines für Wasser, eines für Assimilate.
Die Kapsel steht auf einer langen (3–5 cm) Seta (dem Kapselstiel). Sie ist deutlich 4-kantig. Die Apophyse (Kapselhals) ist vom Rest der Kapsel durch eine tiefe Einschnürung scharf getrennt. Die Sporen sind bis etwa 12 µm groß. Im unreifen Zustand wird die Kapsel von einer haarigen, meist hellbraunen Haube, der Kalyptra, bedeckt. Diese haben der Gattung auch die Namen Frauenhaarmoose bzw. Haarmützenmoose eingebracht.
Alle Moose der Gattung sind zweihäusig.

## Nutzung
Früher wurden Widertonmoose als Matratzenfüllungen und zum Dichten von Ritzen in Holzhäusern genutzt. Auch im Bootsbau wurden Fugen mit diesen Moosen gedichtet, da die Blätter eine gute Quellfähigkeit aufweisen.

## Verbreitung
Die Gattung der Widertonmoose ist weltweit verbreitet. In der Regel ziehen sie saure Böden wie Waldböden oder Moore vor.

## Systematik und Arten (Auswahl)
Von der Gattung Polytrichum (im weiteren Sinn, nach früherer Auffassung) wurden 1971 von G.L.Smith aufgrund von Peristom-Merkmalen mehrere Arten abgetrennt und zur neugeschaffenen Gattung Polytrichastrum G.L.Sm. gestellt. Nach dieser Splittung verbleiben in Polytrichum (im engeren Sinn) weltweit 39 Arten.
In Mitteleuropa häufiger vorkommende Arten sind:
- Goldenes Frauenhaarmoos (Polytrichum commune)
- Wacholder-Widertonmoos (Polytrichum juniperinum)
- Polytrichum piliferum
- Steifblättriges Frauenhaar (Polytrichum strictum)
- Polytrichum uliginosum

Häufigere ehemalige Polytrichum-Arten, die nunmehr zu Polytrichastrum gezählt werden, sind:
- Alpen-Widertonmoos (Polytrichum alpinum) neu: Polytrichastrum alpinum
- Schönes Widertonmoos (Polytrichum formosum) neu: Polytrichastrum formosum
- Polytrichum longisetum neu: Polytrichastrum longisetum